# 고흥남양중학교
고흥남양중학교(高興南陽中學校)는 대한민국 전라남도 고흥군 남양면 대곡리에 있는 공립 중학교이다.

## 학교 연혁
- 1974년 5월 21일 : 고흥남양중학교 설립인가
- 1975년 3월 6일 : 9학급 인가
- 1975년 3월 10일 : 개교
- 2023년 3월 1일 : 제19대 이중호 교장 부임
- 2024년 1월 9일 : 제47회 졸업(졸업생 4명, 총 3,416명)
- 2024년 3월 4일 : 2024학년도 입학(신입생 3명)

## 참고 자료
- 고흥남양중학교 - 한국교육학술정보원 학교알리미